# Clotilde Reiss
Pour les articles homonymes, voir Reiss.
Clotilde Reiss, née le 31 juillet 1985 à Paris, est une universitaire française emprisonnée en Iran à la prison d'Evin (au nord de Téhéran), du 1er juillet 2009 au 15 mai 2010.
Alors étudiante en Iran, elle est accusée d'avoir diffusé des informations précises, par courrier électronique, concernant l'avancée du mouvement vert.

## Biographie

### Famille et enfance
Clotilde Reiss a découvert la culture persane durant l'enfance, par l'intermédiaire de sa nourrice iranienne qui s'est occupée d'elle au décès de sa mère. Son père, Rémi Reiss, a travaillé à la direction des Applications militaires du commissariat à l'Énergie atomique, où il s'occupait de programmes immobiliers.

### Parcours scolaire et professionnel
Clotilde Reiss est titulaire d'un master de Sciences-Po Lille, promotion Hemingway (2008), et est diplômée de l'Institut national des langues et civilisations orientales. Elle a effectué un stage à la direction des Applications militaires où elle a rédigé un rapport sur le nucléaire iranien Comprendre la politique iranienne dans la crise nucléaire. Elle enseignait à Ispahan et rédigeait un mémoire de master sur l'enseignement de l'histoire-géographie dans les écoles iraniennes.

### Emprisonnement en Iran
Sa mise en accusation reposerait sur des photographies prises au cours d'une manifestation à Ispahan. L'Iran n'a pas accusé Clotilde Reiss d'être impliquée dans le mouvement de contestation lancé par des étudiants iraniens mais d'avoir diffusé par mails des informations sur l'avancée des manifestations avec détails comme l'aurait fait un agent étranger.
Elle a été incarcérée à la prison d'Evin dans une cellule de 8 m2 avec deux autres codétenues. Durant cette période, elle a dû répondre à de nombreux interrogatoires auxquels elle était emmenée les yeux bandés. Elle affirme ne pas avoir été maltraitée.
Elle a comparu le 8 août devant un tribunal à Téhéran, avec une centaine de protestataires présumés.
Lors de son procès, elle a reconnu, d'une part, avoir participé aux manifestations des 15 et 17 juin 2009 à Ispahan et, d'autre part, avoir rédigé un « rapport » sur ces manifestations à l'intention du directeur de l'Institut français de recherche en Iran (Ifri), qui dépend du service culturel de l’ambassade de France. Elle a également reconnu avoir rédigé par le passé, dans le cadre d’un stage au commissariat à l'Énergie atomique (CEA) où travaille son père Rémi Reiss, un rapport sur « les politiques en Iran en lien avec l’énergie nucléaire », précisant toutefois qu’elle avait utilisé « des articles et des informations disponibles, en libre accès, sur Internet ».
Avant son incarcération, Clotilde Reiss était déjà importunée depuis plusieurs mois par les autorités iraniennes. En mars 2009, un mois après son arrivée en Iran, selon la procédure, elle avait remis son passeport aux autorités iraniennes afin de faire renouveler son visa. Son passeport ne lui avait pas été restitué, le ministère du Travail l'accusant d’avoir travaillé au noir lors de son précédent séjour en Iran. Elle fut condamnée à une amende de trois millions de tomans, soit environ trois mille euros.
Une forte mobilisation s'est organisée en France pour sa libération : cyber-mobilisation sur Internet, prises de position du président Nicolas Sarkozy en sa faveur et, bien sûr, des actions du Quai d'Orsay par l'intermédiaire de ses diplomates de l'ambassade de France à Téhéran afin d'entrer en contact avec elle. Elle a reçu la visite de l'ambassadeur de France à Téhéran, Bernard Poletti, le 9 juillet 2009.

### Libération et retour en France
À la suite du jugement du 15 mai 2010, Clotilde Reiss est libérée contre une amende de 285 000 dollars, versée dans la matinée par son avocat. L'annonce de sa libération par son avocat est rapidement diffusée par la presse, et son retour en France a lieu le 16 mai 2010, d'abord via un vol régulier de la compagnie Emirates entre l'aéroport de Téhéran et l'aéroport international de Dubaï, puis à bord d'un Falcon 7X de la République française entre Dubaï et la base aérienne de Villacoublay à quelques kilomètres de Paris.
Le lendemain, un ancien sous-directeur de la DGSE, Maurice Dufresse, alias Pierre Siramy, affirmera que Clotilde Reiss aurait effectivement travaillé pour les services de renseignements français, mais que « ce n’est pas une espionne ». Le journaliste de Libération Jean-Dominique Merchet rapporte ensuite sur son blog que la DGSE confirme qu'elle ne fait pas partie des services de renseignements. Il rejoint par ailleurs l'analyse de Vincent Hervouët de LCI sur le fait qu'elle représente toutes les qualités d'une candidate idéale pour les renseignements et qu'elle a probablement été un « contact utile » et aurait fourni « des éléments d'ambiance ».
Selon Le Canard enchaîné, il ne fait aucun doute que la libération de l'Iranien Ali Vakili Rad, assassin de Chapour Bakhtiar, le 18 mai 2010, a été une contrepartie dans la libération de Clotilde Reiss, car « jamais aucun condamné n'a été libéré aussi vite après une période de sûreté de dix-huit ans ».
Dans un entretien accordé au Parisien, le président sénégalais Abdoulaye Wade, par ailleurs, président de l’Organisation de la conférence islamique (OCI), affirme avoir joué un rôle déterminant dans la libération de l’étudiante en tant que médiateur. Il y affirme l’erreur de la diplomatie française d’avoir laissé  le conseiller spécial de l’Élysée pour l’Afrique, André Parant, se charger du dossier, ce qui selon lui aurait fait perdre six mois à la libération de Clotilde Reiss. Le 28 novembre 2009, l'humoriste Dieudonné ainsi que le président du Parti antisioniste Yahia Gouasmi, alors en visite en Iran, ont voulu intervenir auprès de l'ayatollah Ali Khamenei en faveur de la libération de Clotilde Reiss. Cependant, l'ambassade de France les en a empêchés alors qu'ils voulaient confirmer son innocence en discutant avec elle,.
D'après le journal Le Monde, dont les sources s'appuient sur des câbles diplomatiques américains révélés par WikiLeaks, l'Élysée a exagéré la médiation jouée par la Syrie dans la libération de Clotilde Reiss. Par de fausses fuites secrètement organisées par la diplomatie française, la Syrie a été présentée aux médias comme ayant joué un rôle important lors de la libération de la Française, ce qui, comme le reconnaissent les diplomates français aux Américains, ne serait pas le cas. Cette manœuvre aurait pour but de légitimer la politique d'ouverture engagée par Nicolas Sarkozy envers la Syrie, de démontrer à la Syrie les avantages que cette politique pourrait lui procurer et « semer la confusion chez les Iraniens ».
Elle travaille désormais à l'OFPRA[réf. nécessaire].